# Blénod-lès-Toul
Blénod-lès-Toul és un municipi francès situat al departament de Meurthe i Mosel·la i a la regió del Gran Est. L'any 2007 tenia 1.038 habitants.

## Demografia

### Població
El 2007 la població de fet de Blénod-lès-Toul era de 1.038 persones. Hi havia 402 famílies, de les quals 104 eren unipersonals (40 homes vivint sols i 64 dones vivint soles), 107 parelles sense fills, 167 parelles amb fills i 24 famílies monoparentals amb fills.
La població ha evolucionat segons el següent gràfic:
Habitants censats

### Habitatges
El 2007 hi havia 445 habitatges, 402 eren l'habitatge principal de la família, 11 eren segones residències i 32 estaven desocupats. 410 eren cases i 34 eren apartaments. Dels 402 habitatges principals, 332 estaven ocupats pels seus propietaris, 64 estaven llogats i ocupats pels llogaters i 6 estaven cedits a títol gratuït; 17 tenien dues cambres, 41 en tenien tres, 86 en tenien quatre i 258 en tenien cinc o més. 297 habitatges disposaven pel capbaix d'una plaça de pàrquing. A 159 habitatges hi havia un automòbil i a 200 n'hi havia dos o més.

### Piràmide de població
La piràmide de població per edats i sexe el 2009 era:
| Homes | Edats   | Dones |
| ----- | ------- | ----- |
| 0     | 95 o +  | 0     |
| 0     | 90 a 94 | 0     |
| 20    | 85 a 89 | 16    |
| 0     | 80 a 84 | 8     |
| 8     | 75 a 79 | 12    |
| 20    | 70 a 74 | 24    |
| 16    | 65 a 69 | 32    |
| 8     | 60 a 64 | 8     |
| 16    | 55 a 59 | 4     |
| 16    | 50 a 54 | 20    |
| 36    | 45 a 49 | 36    |
| 40    | 40 a 44 | 24    |
| 24    | 35 a 39 | 32    |
| 68    | 30 a 34 | 52    |
| 32    | 25 a 29 | 32    |
| 24    | 20 a 24 | 16    |
| 28    | 15 a 19 | 28    |
| 44    | 10 a 14 | 16    |
| 32    | 5 a 9   | 48    |
| 40    | 0 a 4   | 36    |

## Economia
El 2007 la població en edat de treballar era de 671 persones, 486 eren actives i 185 eren inactives. De les 486 persones actives 442 estaven ocupades (247 homes i 195 dones) i 44 estaven aturades (21 homes i 23 dones). De les 185 persones inactives 73 estaven jubilades, 48 estaven estudiant i 64 estaven classificades com a «altres inactius».

### Ingressos
El 2009 a Blénod-lès-Toul hi havia 401 unitats fiscals que integraven 1.052 persones, la mediana anual d'ingressos fiscals per persona era de 16.790 €.

### Activitats econòmiques
Dels 34 establiments que hi havia el 2007, 2 eren d'empreses alimentàries, 2 d'empreses de fabricació d'elements pel transport, 4 d'empreses de fabricació d'altres productes industrials, 8 d'empreses de construcció, 6 d'empreses de comerç i reparació d'automòbils, 1 d'una empresa de transport, 2 d'empreses immobiliàries, 8 d'entitats de l'administració pública i 1 d'una empresa classificada com a «altres activitats de serveis».
Dels 8 establiments de servei als particulars que hi havia el 2009, 1 era una oficina de correu, 1 paleta, 1 guixaire pintor, 3 lampisteries, 1 electricista i 1 perruqueria.
Dels 4 establiments comercials que hi havia el 2009, 2 eren fleques, 1 una fleca i 1 una peixateria.
L'any 2000 a Blénod-lès-Toul hi havia 10 explotacions agrícoles que ocupaven un total de 111 hectàrees.

## Equipaments sanitaris i escolars
L'únic equipament sanitari que hi havia el 2009 era una farmàcia.
El 2009 hi havia una escola elemental.

## Poblacions més properes
El següent diagrama mostra les poblacions més properes.